# Російський неонацизм

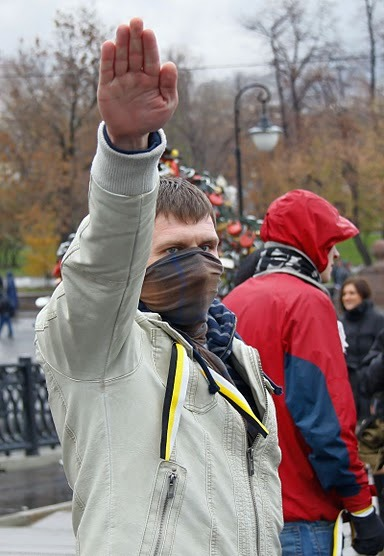
Російський неонацист на анти-ЛГБТ параді

Російський неонацизм — збірне позначення соціально-політичного явища сучасної Російської Федерації, що характеризується явними або прихованими симпатіями до ідей та методів нацистської Німеччини, в більш примітивній, побутовій формі — симпатією до нацистської символіки, антисемітизмом, расизмом (часто у формі нордизму) і ксенофобією (агресія щодо мігрантів та їхніх нащадків із Кавказу і Середньої Азії).
14 квітня 2022 року Верховна Рада України визнала Російську Федерацію державою-терористом із тоталітарним режимом, геноцид українців Росією, заборонила його пропаганду, а також пропаганду акту агресії Росії проти України.

## Неонацизм в сучасній російській політиці
Неонацизм в сучасній російській політиці, так само як і імперський комунізм,  не пропонується явно, проте його прояви мають глобальний характер. Останнім часом, в умовах авторитаризму, основним ідеологом російського неонацизму виступає Володимир Путін як політичний та національний лідер. Раніше неонацистські ідеї вказували окремі наближені до Путіна політичні фігури, найбільш помітним з яких був Володимир Жириновський.
Неонацистські погляди Володимира Путіна були чітко сформульовані з початком збройної агресії Росії проти України тезами про розділений народ (Кримська промова 18 березня 2014), расову перевагу (квітень 2014).

## Неонацизм в російському суспільстві

### Особливості
Російський неонацизм може набувати як індивідуальних, так і організованих форм. В останньому випадку російський неонацизм являє собою крайню форму російського націоналізму і потрапляє в поле зору ЗМІ у зв'язку зі злочинами, скоєними на ґрунті міжнаціональної ворожнечі та нетерпимості. Крім екстремізму, російський неонацизм часто-густо характеризується найбільш крайньою формою антисемітизму, яка доходить до антихристиянських і антиавраамічних поглядів.
Чимало неонацистів захоплюється музикою блек-метал, у зв'язку з чим особливим авторитетом у них користується Варг Вікернес. Варг Вікернес широко відомий як активний діяч скандинавського неоязичницького руху Асатру, метою якого є відродження дохристиянських вірувань германських народів. У своїх публікаціях він неодноразово писав про те, що християнство — це нав'язана зверху і чужа для германських народів єврейська релігія, а їхньою істинною вірою є язичництво.

Це релігія для здорових громад, утворених декількома людьми, що живуть в гармонії з природою. Це релігія для сильних, чистих, красивих і здорових, і цим людям вона є єдиною релігією, яку варто сповідувати.Оригінальний текст (англ.)
[It is a religion for healthy communities made up of a few individuals living in harmony with nature. It is a religion for the strong, the pure, the beautiful and the healthy, and to these people it is still the only religion worth practicing.] Помилка: [undefined] Помилка: {{Lang}}: немає тексту (допомога): не вказано код мови (допомога)

Крім зарубіжних музичних нацистських колективів, в Росії наявні свої, такі як групи «Коловрат», «Банда Москви», «Вандал», «Корозія металу» та інші. Думка неонацистів у виборі музики розходиться: російський патріотизм (армійські пісні, пісні під гітару), напрям Oi, язичницький метал тощо.
У компанії російських неонацистів і націоналістів можуть перебувати один або кілька (музичний гурт) чоловік, які пишуть свої пісні та/або вірші на теми батьківщини, народу, їхнього руху і т. ін. Ці пісні своєю тематикою можуть не нагадувати про неонацизм (наприклад: кохання, спорт). Пісні можуть викладатися в Інтернет, але часто-густо вирізняються поганою якістю, аж до відсутності рими в тексті та непрофесіональним поводженням з інструментом.
Окрім музики слід відзначити російську неонацистську і націоналістичну символіку. Думка самих неонацистів на символіці розходиться. Загалом, її можна поділити на кілька типів:
- імперська символіка — чорно-жовто-білий прапор і герб Російської імперії;
- символіка ІІІ Райху — прапор зі свастикою, герб нацистської Німеччини, емблема SS, портрет Гітлера, книжка «Моя боротьба», римський салют та інше;
- російська символіка (визнається меншою мірою) — біло-синьо-червоний прапор, Андріївський прапор, двоголовий орел, православний хрест тощо;
- міжнародна нацистська символіка — кельтський хрест, нордичні руни та інше;
- язичницька і псевдоязичницька символіка — коловрат, Сварогів квадрат тощо;
- символи, використовувані тільки всередині групи (зазвичай такі групи авторитарні) — «нові» прапори/герби/гімни Росії, стилізовані герби або знаки, змінений римський салют (з додатковими рухами рук або ніг, з викриками різних девізів) та інше.

Символіка може застосовуватися різними групами як спрямовано, так і комбіновано. Атрибутику можна придбати переважно через Інтернет. В Інтернет-магазинах, з такою символікою можна придбати: кільця, запальнички, браслети, годинники, ножі тощо. При цьому нацистська символіка повинна проходити як «для історичної реконструкції».
Російські неонацисти, зазвичай, пропагують і намагаються вести здоровий спосіб життя (ЗСЖ): заняття спортом, пробіжки, відмова від куріння і вживання алкогольних напоїв. Тема ЗСЖ також розкрита у музиці («Коловрат» — «Пряма лінія»).
Нацисти також виступають за расову чистоту влади, телебачення та економіки — влада, телеканали і банки на думку нацистів належать не слов'янському народу (теорія жидомасонської змови). Багато нацистів схиляється до ідей націонал-соціалізму, народництва та расової демократії. Деякі нацисти при цьому вбачають політичний ідеал в устрої Давньої Русі — у справедливості принципу національного слов'янського «віча». Тим не менш, є чимало і прибічників авторитарної ролі «вождя». Також російські неонацисти відчувають себе співпричетними до міжнародного неонацистського руху і використовують німецькі (Легіон Вервольф, Шульц-88) та англійські (Mad Crowd) назви і прізвиська.
Володимир Мірзоєв так охарактеризував це явище:
|  | По-моєму, наш російський неонацизм - це і є неоязичництво, у буквальному сенсі — поклоніння племені, ґрунту та її вождю, поклоніння хибним богам |

До специфіки російського неонацизму слід віднести його різнорідність і строкатість поглядів. Тут можна зустріти і ревізію історії в дусі аріософії, і авторитетність російських колабораціоністів з числа білогвардійців (генерал Краснов). Також іноді героями окремих груп російських нацистів стають «козаки Вермахту» («Батька фон Панвіца») або російські «борці з азійськими ордами»: Святослав, Євпатій Коловрат і Дмитро Донський. Нерідко підкреслюється спорідненість Північної Русі зі стародавньою «арійською» Європою (Новгородський хрест), або навпаки — особлива спорідненість зі стародавньою «арійською» Індією і «ведичною цивілізацією» стародавньої Русі".
Через відмінності поглядів серед неонацистів виникають конфлікти: використання символіки (чорно-жовто-білий прапор або біло-синьо-червоний), музичного напряму (існує ще нацистський реп, який не визнається більшістю неонацистів як «негритянське» мистецтво), політичні розбіжності (біла демократія або авторитарний режим) тощо.

### Основні ідеї та засади російських нацистів

#### Антисемітизм, антиюдаїзм, антихристиянство і антиісламізм
Джерелами антисемітизму є:
1. переконаність у жидомасонській змові;
2. причини знищення євреїв у нацистській Німеччині;
3. особиста неприязнь;
4. авраамічні релігії, зосібна християнство, яке, на думку неонацистів, нав'язане євреями.

Антихристиянство, серед російського населення взагалі, може пояснюватися тим, що це не «їхня» традиційна релігія. Традиційною релігією, як сказано вище, вважається слов'янське і нордичне язичництво. Незважаючи на це, є православні російські неонацисти, які сприймають православ'я як пам'ятку російської культури і невід'ємну частину своєї історії. Християнство може також служити джерелом антисемітизму ("євреї вбили Ісуса").
Антиісламізм є невід'ємною частиною російського націоналізму в цілому. У світі існує невеликий відсоток нацистів-ісламістів, але в Росії про таке явище мало що відомо.
Ісламізм, на думку російських неонацистів, є небезпечною організацією, культура якої протиставлена російській культурі.